# Ulf Hielscher
Ulf Hielscher   (Neubrandenburg, 30 de novembre de 1967) és un pilot de bob alemany, ja retirat, que va competir durant la 1990.
El 1994 va prendre part en els Jocs Olímpics d'Hivern de Lillehammer, on guanyà la medalla de bronze en la prova de bobs a quatre del programa de bob. Formà equip amb Wolfgang Hoppe, Rene Hannemann i Carsten Embach.
En el seu palmarès també destaca una medalla d'or al Campionat del món de bob, així com una d'or i una de plata al Campionat d'Europa.